# Whitey Kachan
Edwin John Kachan, detto Whitey (Chicago, 15 settembre 1925 – Glenview, 7 marzo 1993), è stato un cestista statunitense, professionista nella BAA.

## Carriera
Venne selezionato dai Chicago Stags nel Draft BAA 1948.

## Palmarès
- Campione BAA (1949)